# Покрово-Болдинский монастырь (Астрахань)
Покро́во-Бо́лдинский монасты́рь — недействующий мужской монастырь Астраханской епархии Русской православной церкви, расположенный в городе Астрахань.

## История монастыря до революции
Покровский монастырь был основан в 1708 году Астраханским митрополитом Сампсоном. В том же году был основан Астраханский Воскресенский Болдинский монастырь.
Крупный астраханский откупщик дьяк Василий Кучуков взял у владыки тысячу рублей под залог своего сада в междуречье реки Кутум и притока Луковки. Вернуть долг дьяк не смог, поэтому участок земли перешёл во владение архиерея, который основал на этом месте монастырь.
В 1708 году был построен каменный храм в честь Покрова Пресвятой Богородицы, с каменной колокольней. При храме поселились несколько иноков из архиерейского дома. Вероятно, тогда же была построена и каменная ограда монастыря.

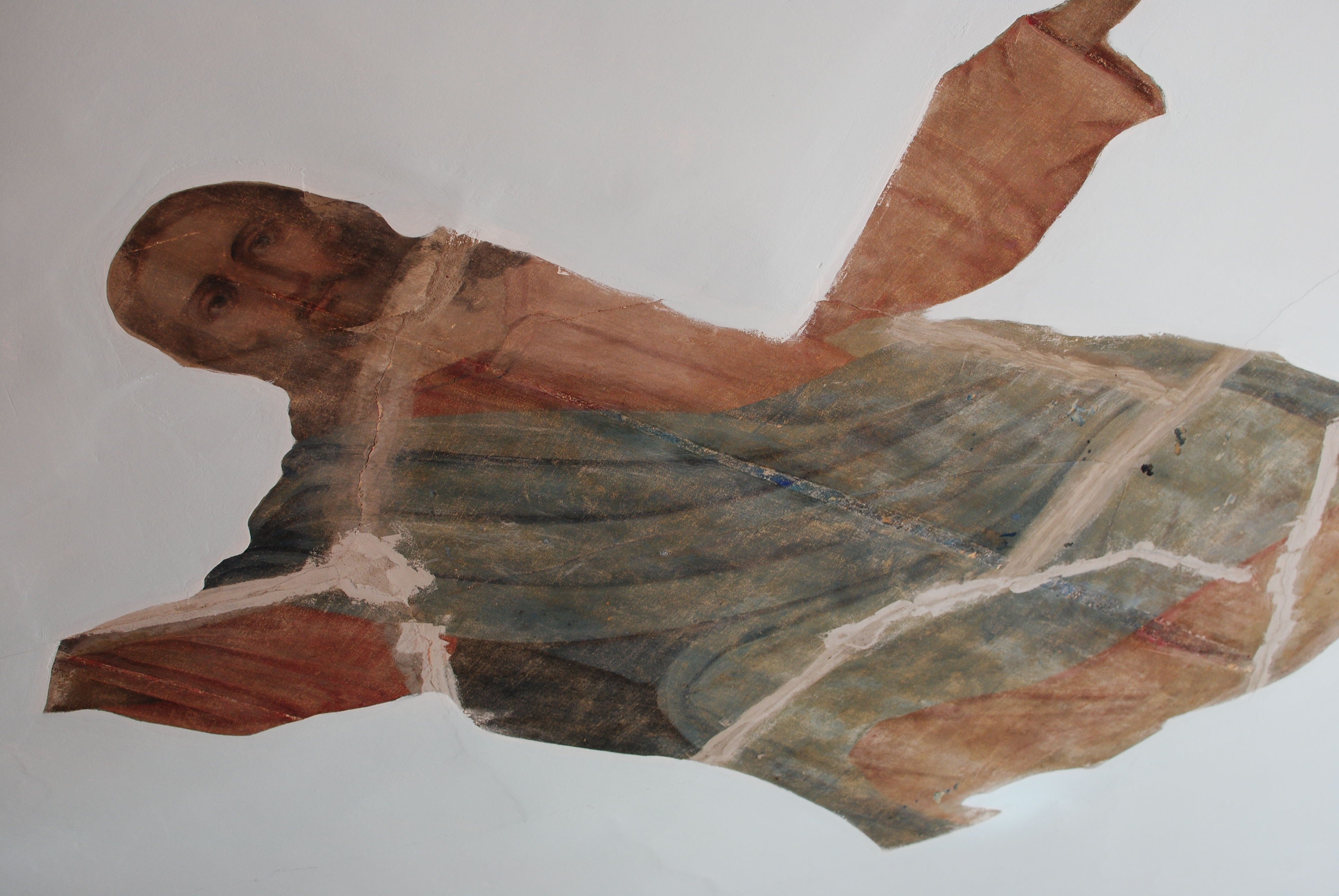
Фрагмент сохранившейся росписи одного из монастырских храмов

При Астраханском епископе Мефодии в 1763 году в обители были построены два храма — во имя преподобного Илариона Великого в южной угловой башне и в честь святителя Мефодия, патриарха Цареградского, в северо-восточной башне.
В 1790 году Покровский монастырь стал самостоятельным.
В 1806—1808 годах Астрахань поразила эпидемия чумы. Многие горожане стремились в Покровский монастырь, потому что в пределах обители, как считалось, болезнь отступала. Возле монастыря возник целый лагерь. Сами же братия заражались чумой, причащая больных в карантине на Стрижевом бугре, рядом с монастырём, и умирали. В живых осталось лишь несколько монахов. В 1807 году больница со Стрижевого бугра была перенесена в монастырь, а оставшаяся братия была размещёна по другим астраханским монастырям до сентября 1708 года, когда монахи вернулись в обитель, очищенную от чумы.
В 1822 году Воскресенский Болдинский монастырь из-за неудобства его расположения на берегу, постоянно подмывавшемся водой, был объединён с Покровским монастырем под названием Покрово-Болдинского.

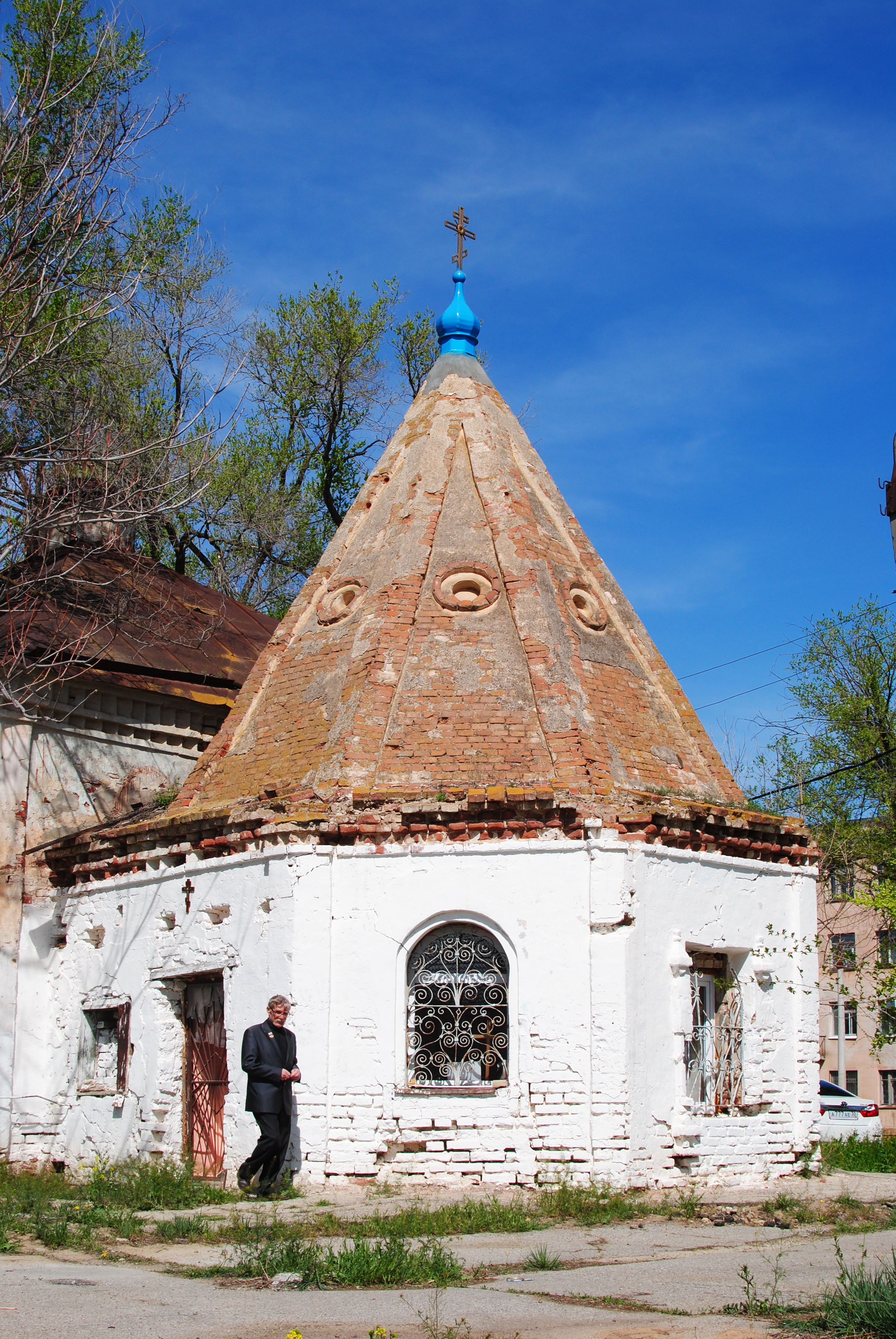
Варваринская церковь

В 1867 году храм в честь преподобного Илариона был отремонтирован и заново освящён в честь святой великомученицы Варвары, в молитвенное воспоминание умершей супруги купца Иоакима Андреевича Репина, на чьи средства был проведен ремонт храма.
В 1893 году был выстроен новый двухэтажный настоятельский корпус, в 1903 года — новая колокольня. В 1900—1902 годах была перестроена большая часть монастырских зданий.
В 1908 году был освящён новый храм, построенный на месте обветшавшего храма в честь святителя Мефодия. Новый храм был освящён в честь святителя Мефодия, патриарха Цареградского, в честь преподобного Сампсона Странноприимца и в честь великомученицы Екатерины, небесной покровительницы купчихи Е. Ф. Башкиной, на средства которой и был выстроен этот храм.
Главной святыней обители была древняя чудотворная икона Покрова Пресвятой Богородицы. В годы эпидемии 1806—1808 годов многие астраханцы исцелились от чумы после молитвы перед этим образом. Известны были несколько случаев избавления от нашествия саранчи после крестных ходов с чудотворным образом. С давних времён жители города Астрахани, с разрешения монастырского начальства, носили эту святую икону по своим домам для освящения их и молитвы перед нею.
После начала Первой мировой войны в монастыре был открыт госпиталь на 30 человек. Покрово-Болдинский монастырь принял под свою опеку и 26 человек беженцев.

## В годы гражданской войны и в советское время
Во время январских боёв 1918 года обитель оказалась под контролем белоказаков, а затем, когда победили большевики, то монастырь подвергся обыскам и разграблению.
В конце 1918 года Покрово-Болдинский монастырь был упразднён местными военными властями. На территории обители была размещёна 1-я артиллерийская батарея. Перед уходом батареи солдаты разграбили Варваринскую церковь.

Крест в память о насельниках Покрово-Болдинского монастыря

В начале 1920 года в соборном Покровском и Варваринском храмах было разрешено проводить богослужение. Екатерининская церковь оставалась опечатанной. В то же время решено было перевести в одно из монастырских зданий детский приют, и богослужение в бывших монастырских храмах снова было запрещено. Верующие запротестовали, и власти решили временно оставить им соборный Покровский храм, а Варваринскую и Екатерининскую церкви вместе с монастырскими келиями использовать под детский приют.
В ноябре 1921 года помещения бывшего Покрово-Болдинского монастыря были переданы под учреждение морально-дефектных детей.
Летом 1923 года была снята с учёта и церковно-приходская Покрово-Болдинская община с целью передачи церковных зданий от православных общин обновленцам, однако те отказались принимать соборный Покровский храм, и он отошёл в гражданское ведомство. С осени 1923 года на территории бывшего Покрово-Болдинского монастыря располагалась Астраханская садово-огородная опытная станция. На территорию монастыря из села Началово на двухлетний срок перевели Сельхозтехникум.
В июле 1919 года возле монастыря были тайно похоронены расстрелянные 23 июля астраханский архиепископ Митрофан (Краснопольский) и его викарий — епископ Енотаевский Леонтий (фон Вимпфен). В начале 20-х годов на могиле был поставлен памятник из кирпича. На этой могиле служились панихиды до 1927 года, когда они были запрещены, а служившие их священнослужители сосланы в концлагеря. В 1930 году памятник был разрушен. Не раз велись раскопки на территории городской туберкулезной больницы № 1, но пока захоронение не найдено.
К 1930 году были разобраны на кирпич колокольня и соборный храм. В то же время была разобрана и монастырская ограда. В 50-х годах XX столетия были разрушены большинство склепов, находившихся возле соборного храма, а также между храмами во имя великомученицы Екатерины и великомученицы Варвары. В 70-х годах на территории бывшего монастыря расположилась 1-я городская туберкулёзная больница.
До настоящего времени сохранились двухэтажный настоятельский корпус, южный корпус братских келий, Варваринская церковь, Екатерининская церковь, часть хозяйственных построек в юго-западной части монастыря и корпус братской трапезы — в северной.

## Современная история монастыря

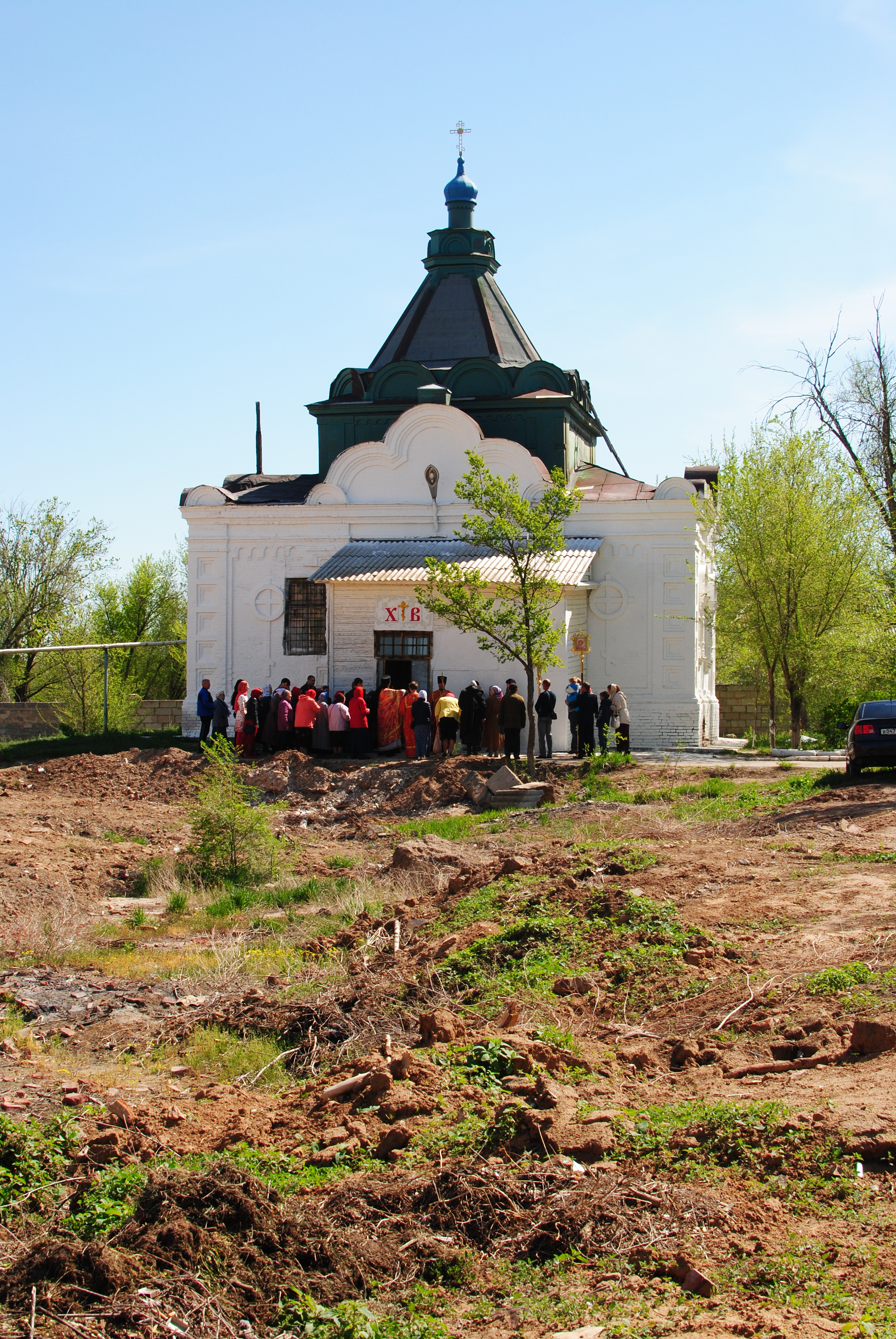
После литургии в субботу Светлой седмицы, 2014 год

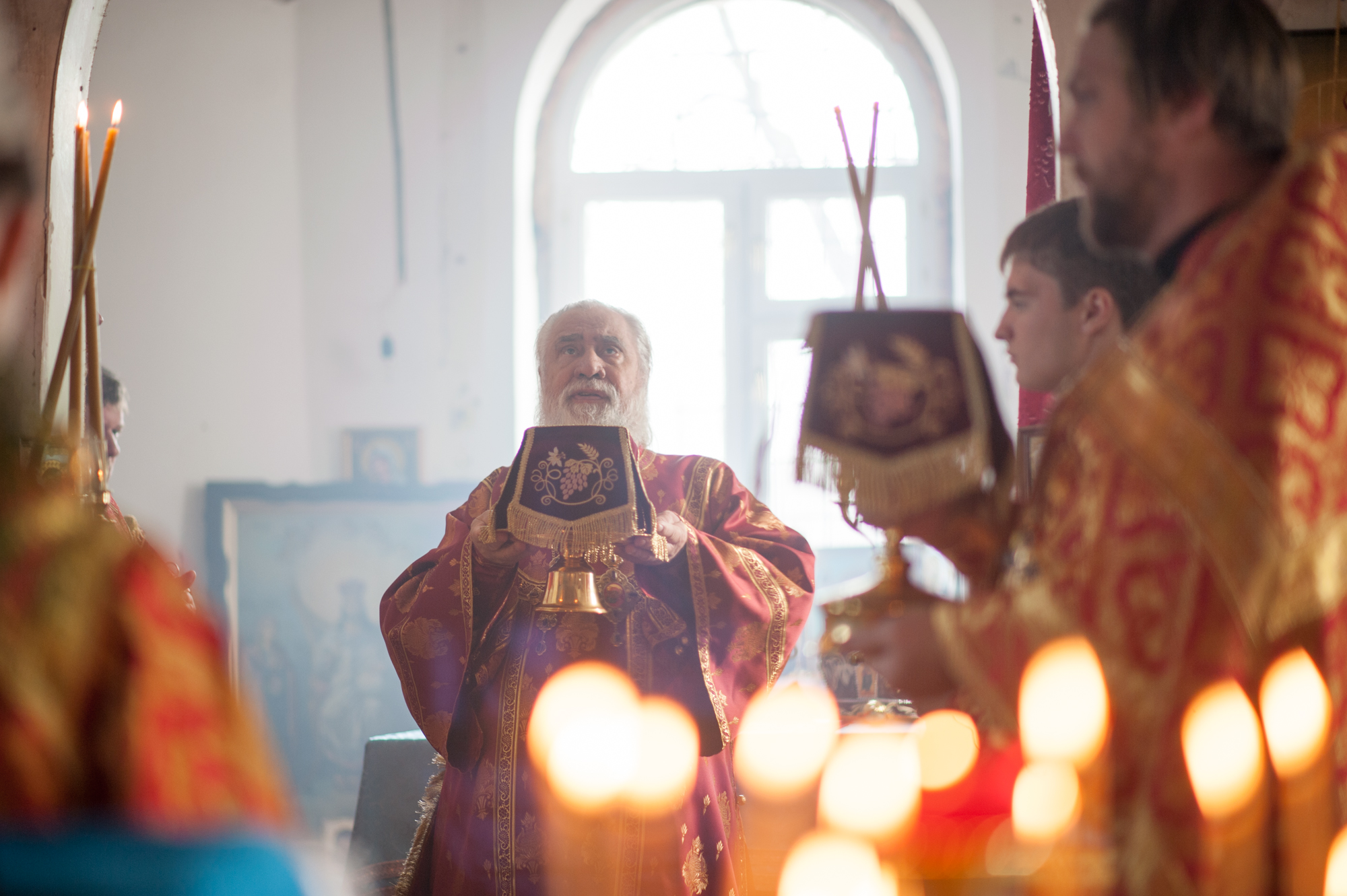
Первая архиерейская литургия в Екатерининском храме после его возрождения

По благословению митрополита Астраханского Ионы (Карпухина) восстановлению Покрово-Болдинского монастыря начал помогать Иоанно-Предтеченский монастырь.
14 мая 2011 года на Екатерининский храм был установлен первый синий купол и крест.
6 июля 2012 года в день памяти священномученика Митрофана (Краснопольского) насельник Иоанно-Предтеченского монастыря иеромонах Антоний (Азизов) отслужил молебен в Екатерининской церкви.
11 мая 2013 года в Екатерининском храме состоялась первая после закрытия монастыря Божественная литургия. В том же году состоялись богослужения на Покров и на престольный праздник Екатерининского храма.
14 марта 2014 года Иоанно-Предтеченский монастырь обратился к руководителю агентства по управлению государственным имуществом Астраханской области, прося, в соответствии с Федеральным законом от 30 ноября 2010 г. «О передаче религиозным организациям имущества религиозного назначения, находящегося в государственной или муниципальной собственности», передать монастырю комплекс зданий Покрово-Болдинского монастыря, до муниципализации принадлежащего Астраханской епархии.
В конце Великого поста 2015 года на Екатерининскую церковь был установлен новый золотой купол с крестом.
7 декабря 2015 года в Екатерининском храме была отслужена первая после закрытия монастыря Божественная литургия архиерейским чином, которую возглавил митрополит Астраханский и Камызякский Иона (Карпухин).
Осенью 2016 года здание храма великомученицы Екатерины было передано от противотуберкулезного диспансера Иоанно-Предтеченскому монастырю. В ознаменование этого события возле храма была заложена дубовая аллея.